# Ana Filomena Amaral
Ana Filomena Amaral (Avintes, 4 de setembro de 1961) é uma romancista, historiadora e tradutora portuguesa.

## Biografia
Ana Filomena Leite Amaral, nasceu a 4 de setembro de 1961, em Avintes, Vila Nova de Gaia, é mestre em História Económica e Social Contemporânea pela Faculdade de Letras da Universidade de Coimbra, possui o curso de pós-graduação em Ciências Documentais/Biblioteconomia, e uma larga experiência como intérprete e tradutora de várias línguas europeias, mantendo particular contacto com a língua alemã.
Foi professora e técnica superior do Ministério da Educação e autora de vários projetos culturais, nomeadamente o Góisarte que criou em 1997 e que se tornou uma marca do concelho de Góis. Reside há mais de 20 anos na Lousã, onde fundou e dirige a cooperativa cultural Arte-Via. Em 2014 celebrou 25 anos de escrita literária, com o romance “O Cassador de Muros”, um “alerta para os muros que existem e roubaram o futuro de gerações”.
A sua obra é bastante diversificada sendo autora de vários livros, entre a ficção e a investigação histórica. 
Em 1987 publicou “Góis entre o rio e a montanha” e em 1999 a monografia histórica “Avintes na margem esquerda do Douro”.
São seus os seguintes romances: Uma porta abria-se a fogo, 1989; O segredo do cavalo marinho, 1995; A casa da sorte, 2004; A coroa de Góis, 2007, Pão e água, 2011, O cassador de muros, 2014: Vaulted Home. Those who cheated death; USA, 2014.
Escreveu “Maria de Lourdes Pintasilgo – Os anos da Juventude Universitária Católica Feminina” que foi o primeiro trabalho de investigação sobre a antiga Primeira-Ministra publicado após a sua morte.
Em agosto de 2015 venceu o Prémio Internacional “Cidade de Araçatuba”, no Estado de S. Paulo, no Brasil, com o conto “Mulheres de água”.
Publicou em 2014 nos Estados Unidos da América “Vaulted Home. Those who cheated death”, versão em Inglês do romance “A Casa da Sorte”, e recentemente “Chasing Walls”, versão inglesa de “O Cassador de Muros”, apresentado no festival literário Bookworm, em Pequim, em 2019.
Apresentou a sua obra na biblioteca nacional russa, em Moscovo e em São Petersburgo, bem como na biblioteca nacional lituana, em Vilnius, em junho de 2017 e no Brasil, em São Paulo,em março de 2018. Brevemente “O Cassador de Muros” terá tradução na língua russa.
“O Diretor” , editado em 2018, é o primeiro volume da trilogia “Mãe Nossa”, dedicada à Terra, que se completará com “Gelos” e “Desertos”. Apresentação da sua obra literária na Casa de Portugal, em São Paulo com particular enfoque no romance “O Diretor” com edição brasileira.
A versão inglesa de “O Cassador de Muros”, foi apresentada no festival literário Bookworm, em Pequim, em 2019.
"Gelos", segundo volume da trilogia, foi lançado em 2020 na Feira do Livro, de Lisboa.
Foi curadora do Festival Literário Internacional do Interior - Palavras de Fogo. Participou em vários festivais literários internacionais: Mundo de Sal, Cabo Verde, GALF, Goa Arts and Literature Festival, Índia, Bookworm, Pequim, Flipoços, Brasil.

## Habilitações Académicas
- 1980-84 – Licenciatura em História (Variante Arqueologia) pela Faculdade de Letras da Universidade do Porto.
- 1985-86 – Frequência do 1º Semestre do Curso de História e Alemão da Universidade de Hannover, Alemanha
- 1984-89 – Curso de alemão do Goethe-Institut de Coimbra.
- 1986 – Bolsa concedida pelo Goethe-Institut de Coimbra para um curso intensivo de alemão em Rothenburg ob der Tauber (Alemanha).
- 1989 – Frequência do 7º ano do curso de inglês do British Council de Coimbra.
- 1990-92 – Curso de Especialização em Ciências Documentais pela Faculdade de Letras da Universidade de Coimbra.
- Participação em várias campanhas arqueológicas em Portugal e na Alemanha.
- Participação em vários seminários, congressos, acções de formação, quer em Portugal quer no estrangeiro, relacionados com a sua área académica e profissional.
- 2001/2002 – Licença sabática para desenvolver o trabalho de investigação subordinado ao tema “Crises no feminino. O papel das mulheres nas crises académicas coimbrãs dos anos 60”, orientado pela Profª. Dra. Irene Vaquinhas, docente da Faculdade de Letras da Universidade de Coimbra.
- 2006-2008 - Mestrado e Social Contemporânea, com a tese “Maria de Lourdes Pintasilgo – Os anos da Juventude Universitária Católica Feminina - 1952-, publicada pela Editora Almedina em abril de 2009.

## Publicações
Trabalhos de investigação:

- 1987 – "Avintes, na margem esquerda do Douro", edição da Junta de Freguesia de Avintes.
- 1995 – "Góis, entre o rio e a montanha", edição da Câmara Municipal de Góis.
- 2009 – "Maria de Lourdes Pintasilgo. Os anos da Juventude Universitária Católica Feminina (1952-9156)", edição da Almedina.

Ficção:

- 1989 – "Uma porta abria-se a fogo"
- 1995 – "O segredo do cavalo marinho"
- 2004 – "A casa da sorte"
- 2007 – "A coroa de Góis"
- 2011 – "Pão e água"
- 2014 - "O cassador de muros"
- 2018 - "O Diretor", primeiro livro da trilogia “Mãe Nossa”
- 2020 - "Gelos", segundo livro da trilogia “Mãe Nossa”

Outras:

- 2014 - "Vaulted Home. Those who cheated death". EUA, versão em Inglês do romance “A Casa da Sorte”
- 2019 - "Chasing Walls",[8]

## Atividade Associativa
- Membro da Associação Portuguesa de Escritores.
- Fundadora e presidente da direcção da Arte-Via – Cooperativa Artística e Editorial, C.R.L., sedeada na Lousã, desde 1999.
- Membro fundador do Movimento Cívico de Lousã e Miranda do Corvo.
- Autora dos projectos culturais: Góisarte 97, 98, na Expo 98, Pavilhão do Território, 99 (julho – Góis).

Encontro internacional de artistas plásticos com arte ao vivo.
Em nome da palavra (novembro 99- Lousã)
(Escritores, jornalistas, sacerdotes, professores, juristas, políticos, entre outros, discutiram durante dois dias o futuro da palavra. Esta iniciativa visou ainda comemorar os 10 anos da queda do Muro de Berlim, com o espectáculo multimédia da “Die Zone”, da autoria do artista berlinense Guenter Ries).
- Milénio Mulher (março 2000 –Lousã)
- Participação de várias oradoras, entre as quais a Profª. Dra. Irene Vaquinhas, na discussão e reflexão sobre o papel da mulher ao longo dos tempos e no milénio que agora começa.
- Ser humano (setembro 2000- Lousã)

(Durante uma semana foram debatidos temas como comunicação, cultura, genética, novas tecnologias, história, sempre na perspectiva de recuperar e alicerçar os valores do homem e da mulher como seres humanos).
- O papel das mulheres nas lutas académicas coimbrãs dos anos 60 (março de 2001, Coimbra).

(Várias mulheres, protagonistas dos acontecimentos, deram a conhecer a sua vivência neste período tão importante da história nacional).
- A mulher na política. Passado, presente e futuro (março 2002, Coimbra)
- O que foi, qual é e será o papel das mulheres na política portuguesa.

(Nesta reflexão, participaram duas mulheres de cada partido com assento parlamentar, todas elas com cargos políticos diferentes, desde autarcas a deputadas do Parlamento Europeu).
- Coordenadora do projecto europeu Grundtvig “Roots and wings” (2007-2009)
- Tradutora do manual do projecto europeu “The learning eye”.
- 2018 - Criadora e cuidadora do Festival Literário Internacional do Interior - Palavras de Fogo.